# Hélène Cardona
Hélène Cardona es una poeta, lingüista, traductora literaria y actriz estadounidense, nacida en Francia, de padre español y madre griega. Es autora del premiado Life in Suspension. 

## Vida
Hélène Cardona nació en París, hija del poeta ibicenco José Manuel Cardona.
Estudió una licenciatura en la Universidad de Cantabria y obtuvo un Máster en Literatura Americana por la Sorbona de París. Ha recibido becas del Goethe-Institut y de la Universidad Internacional de Andalucía.
Cardona ha trabajado como traductora para la Cámara de Comercio de Francia, la Embajada de Canadá y para la industria cinematográfica. Su libro Life in Suspension ganó el Premio Internacional del Libro 2017 del American Book Fest en la categoría de Poesía.
Como actriz, formó parte del reparto de Chocolat, dirigida por Lasse Hällsstrom en 2000 y Un buen año, dirigida por Ridley Scott en 2006. 

## Obras

### Obras literarias
- Dreaming My Animal Serves (inglés / francés bilingüe) [5]
- The Astonished Universe / L'Univers Stupefait [2]
- Life in Suspension [6]

### Traducciones
- José Manuel Cardona, Birnam wood / El Bosque de Birnam (inglés / español bilingüe) [7]
- Gabriel Arnou-Laujeac, Beyond Elsewhere [8]
- Dorianne Laux, Ce que nous portons [9]
- Walt Whitman, Civil War Writings (Whitman et la Guerre de Sécession) [10]